# Vi er dem
"Vi er dem" eller "Vi er dem de andre ikke må lege med" er en dansk sang skrevet og komponeret af Kim Larsen og Erik Clausen. Den er indspillet af Kim Larsen & Bellami og findes på albummet Forklædt som voksen fra 1986.

## Komposition
Spiren til sangen blev lagt i Kim Larsens barndom. En anekdote fortæller om moderen Eva Flyvholm Olsen: 
Kims mor sagde ofte til ham, at han skulle holde sig fra dårlige kammerater. Sådan nogle, der lavede ballade. Men hun tilføjede altid med halvhøj stemme: Selvom de nu er de sjoveste.
I forbindelse med det omrejsende show Cirkus Himmelblå i 1985, skrev Larsen og Erik Clausen videre på anekdoten, hvilket udmøntede sig i "Vi er dem" og en række andre sange til Forklædt som voksen.
Der refereres til "det dårlige selskab" i sangen. Denne betegnelse brugtes siden af Kim Larsens forening af kunstnere bag den almennyttige Himmelblå Fonden, for at synliggøre fondens intention om at støtte mennesker i nød. Fonden og "Det dårlige selskab" støttede bl.a. chaufførerne i Ri-Bus-konflikten i 1995, og har siden primært støttet folk (uden socialt netværk), der er ramt af ulykke eller sygdom. Men "det dårlige selskab" og sangen "Vi er dem" er også gledet ind i det danske sprog og har gennem årene øget fokuset på marginaliserede samfundsgrupper i Danmark.

## Personel
Følgende er en liste over de personer der var med til at indspille sangen:
- Kim Larsen - Sang, guitar
- Henning Pold - Bas, kor
- Thomas Grue – Guitar, kor
- Peter Ingemann – Keyboards kor
- Jan Lysdahl - Trommer, kor
- Jens Walther - Programmering
- Poul Bruun - Producer